# La Justicière (roman)
Pour les articles homonymes, voir La Justicière (homonymie).
La Justicière est un roman de Guy des Cars publié en 1978.

## Résumé
Victor, avocat, reçoit une lettre de Jules, détenu de Melun, disant être soupçonné de l'empoisonnement de son codétenu, Bruno, et demandant assistance. Bruno avait tué Serge, 4 ans. Thérèse, mère de Serge, était amie de la mère de Bruno. Victor va voir Jules et accepte de le défendre. Il va voir sa femme, Fraisette, prostituée et secrétaire à Marseille. Puis il va voir Thérèse et lui demande de témoigner pour le suicide de Bruno. Les juges concluent à l'innocence de Bruno et le libèrent. Victor découvre que c'est Thérèse qui a tout organisé.